# The Milkman
The Milkman est un film américain en noir et blanc réalisé par Charles Barton, sorti en 1950.

## Synopsis
Roger Bradley se voit refuser un emploi de laitier dans l'entreprise de son père à cause d'un traumatisme issu de la guerre : il se met à cancaner comme un canard lorsqu'il est stressé. Pour prendre sa revanche, Roger trouve un poste chez le grand rival de son père dans une entreprise laitière concurrente, où il connaît un grand succès et tombe rapidement amoureux de la fille du patron.

## Fiche technique
- Titre original : The Milkman
- Titre français : Le Laitier sonne une fois
- Réalisation : Charles Barton
- Scénario : Albert Beich, James O'Hanlon, Martin Ragaway, Leonard Stern
- Musique : Milton Rosen
- Photographie : Clifford Stine
- Montage : Russell F. Schoengarth
- Producteur : Ted Richmond (en)
- Société de production et de distribution : Universal Pictures
- Pays de production :  États-Unis
- Langue d'origine : anglais américain
- Format : noir et blanc — pellicule : 35 mm — image : 1,37:1 — son : mono (Western Electric Recording)
- Genre : comédie[1]
- Durée : 87 minutes
- Dates de sortie : 
  - États-Unis : 17 octobre 1950
  - France : 21 décembre 1951

## Distribution

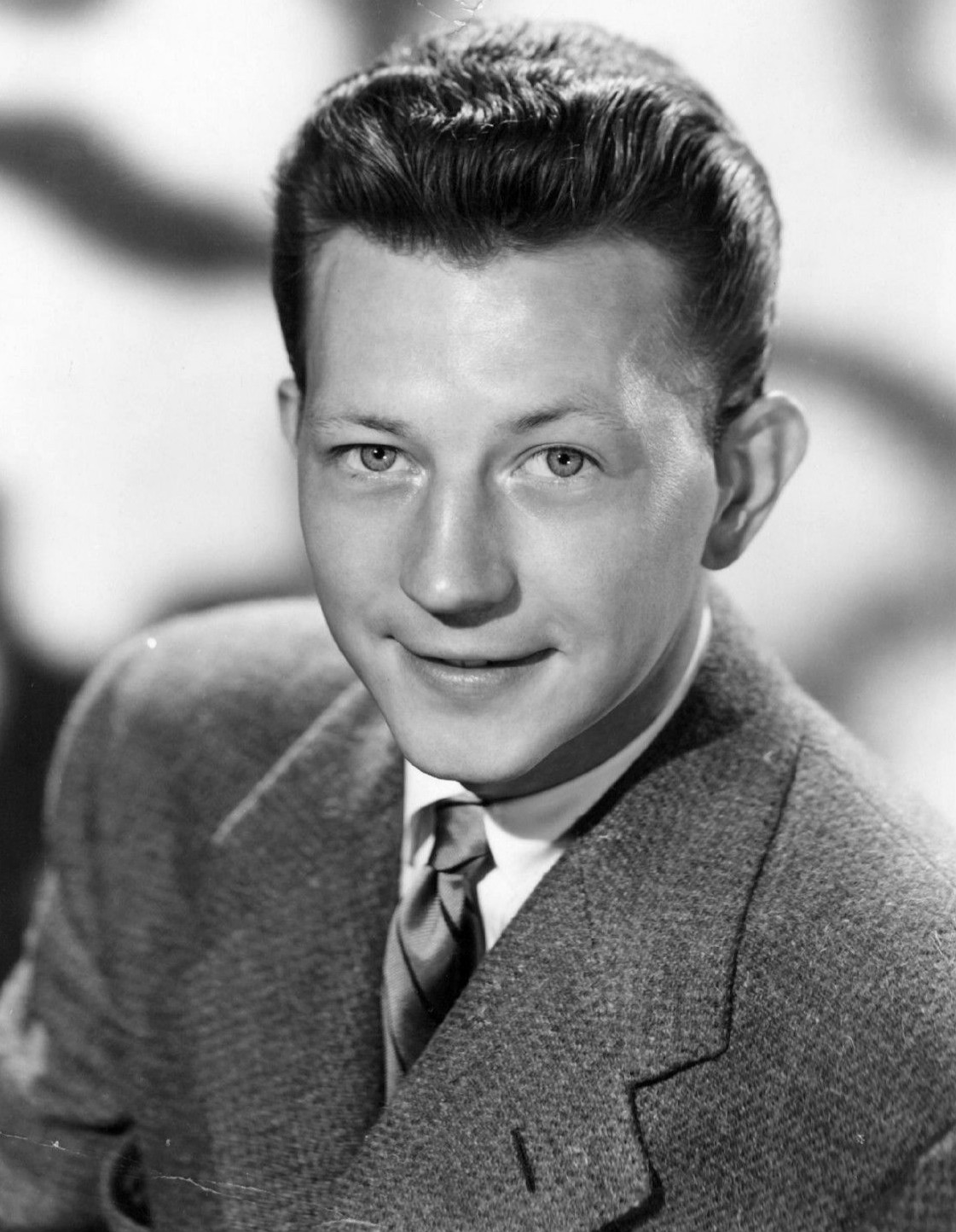
Donald O'Connor au début des années 1950.

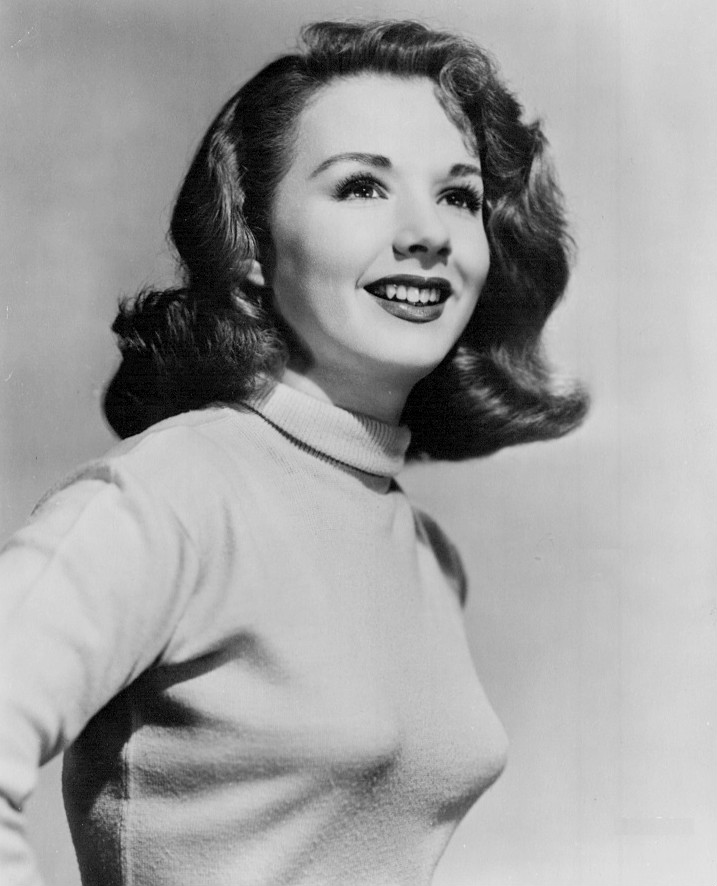
Piper Laurie à l'époque du film.

- Donald O'Connor : Roger Bradley
- Jimmy Durante : Breezy Albright
- Piper Laurie : Chris Abbott
- Joyce Holden : Ginger Burton
- William Conrad : Mike Morrel
- Henry O'Neill : Bradley Sr.
- Paul Harvey : D.A. Abbott
- Jess Barker : John Carter
- Elisabeth Risdon : Mme Carter
- Frank Nelson : M. Green
- Charles Flynn : le sergent Larkin
- Garry Owen : Irving
- John Cliff : Joe
- Billy Nelson : Duke